# Kentucky Fried Chicken

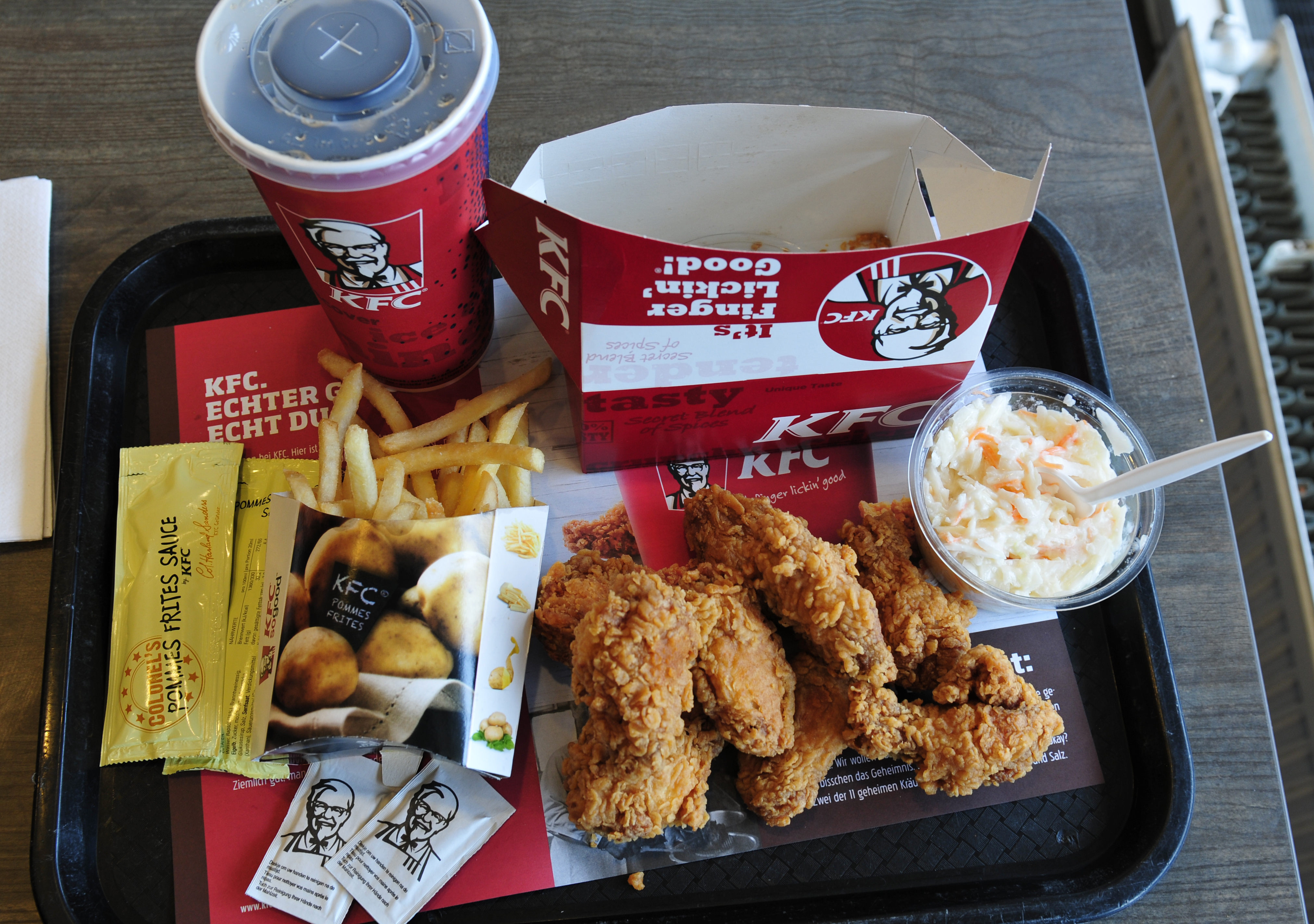
Hot Wings

Kentucky Fried Chicken (KFC) és una cadena de restaurants de menjar ràpid amb seu a Louisville (Kentucky), als Estats Units és una marca i segment operatiu, anomenat en anglès un concept de la companyia Yum! Brands des de 1997 quan aquesta companyia es va escindir de la PepsiCo com Tricon Global Restaurants Inc. Yum! Brands també té les marques PIZZA HUT, Taco Bell, A&W All American Food Restaurants, Long John Silvers i Pasta Bravo.
Kentucky Fried Chicken es pot traduir com “pollastre fregit a la manera de Kentucky” i al Quebec, seguint les lleis lingüístiques del país aquests restaurants porten el rètol en francès: Poulet frit à la Kentucky.
Aquesta marca va ser fundada el 1952 per Harland Sanders conegut com a coronel Sanders. El títol de "Coronel de Kentucky" és una distinció oficial civil, que en principi era militar, i data de 1812 i li va ser atorgada per l'estat de Kentucky per la seva contribució a l'economia.
KFC principalment ven pollastre en peces, ”wraps” (embolicats), amanides i coleslaw (aquesta coneguda com l'amanida del coronel), i entrepans. Se centra en el pollastre fregit però també ofereix productes de pollastre a la graella o rostits plats d'acompanyament i postres. Fora dels Estats Units també serveixen hamburgueses, kebabs poutines i productes basats en el porc com les costelles i altres típics de cada país.

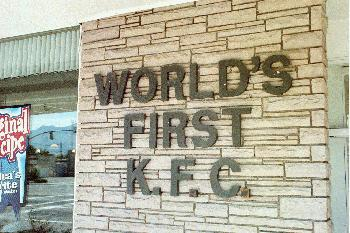
Primer restaurant KFC situat a la 3900 South State Street a South Salt Lake a l'estat d'Utah

A tot el món hi ha uns 14.000 restaurants de KFC, el 79% gestionats en règim de franquícia i es troben en 80 països. Té uns 8 milions de clients a l'any.
Als Països Catalans, el 2016 hi havia 41 restaurants KFC. A Barcelona hi són des de finals de la dècada de 1970.

## Història
Harland Sanders va néixer a Henryville (Indiana) i des de ben jove es va apassionar per la cuina. Va exercir diversos oficis entre ells el de soldat a la Guerra Hispano-estatunidenca. L'any 1940 va començar a servir les seves pròpies receptes a l'estació de servei de la seva propietat a Corbin, Kentucky. Després obrí un motel restaurant a la mateixa ciutat. La creació d'una nova autopista el va forçar a tancar i quedà arruïnat. Aleshores (1952) va fundar la seva nova societat Kentucky Fried Chicken obrint el seu primer restaurant a Salt Lake City, a Utah i aviat comptà amb 600 restaurants. Se'n separà el 1964 per 2 milions de dòlars venent-los a un grup d'inversors encapçalats pel futur governador de Kentucky, John Y. Brown, Jr.
El "Colonel" Sanders va quedar relegat a una icona publicitària, fer anuncis publicitaris i per inaugurar nous restaurants.

## Recepta
Segons llegenda, la recepta del pollastre fregit KFC és un secret comercial es diu que incorpora 11 herbes culinàries i espècies. Les parts de la mescla secreta es fan en diversos llocs dels Estats Units i l'única còpia completa de la recepta, que està manuscrita, es guarda en una caixa forta a la seu de la companyia.

## Valor nutritiu
KFC ha usat oli parcialment hidrogenat en els seus aliment fregits. Aquest oli té nivells relativament alt de greixos trans els quals augmenten el risc de malalties cardíaques.
A Austràlia, fins a 2007, KFC feia servir oli de palma amb un 1% de greix trans i 52% de greix saturat quan ja als Estats Units s'havia substituït per greixos que no eren trans.

## Crítiques
Greenpeace acusà KFC per part de la destrucció de la selva de l'Amazones que va ser tallada i conreada de soia per alimentar els pollastres de la cadena, a més d'haver exportat soia il·legalment durant anys.
Pamela Anderson i altres activistes People for the Ethical Treatment of Animals (PETA), també van fer una campanya en contra de KFC pels drets dels animals.
A la Xina, segons el diari 20 minutos, Kentucky Fried Chicken va ser acusada per utilitzar substàncies cancerígenes per fregir els aliments i de reutilitzar l'oli durant més de 10 dies afegint-hi trisilicat de magnesi per perllongar el seu ús.